# Conspiracy No. 5
Conspiracy No. 5 é o segundo álbum de estúdio da banda Third Day, lançado a 26 de Agosto de 1997.
O álbum atingiu o nº 50 da Billboard 200 e o nº 2 do Top Contemporary Christian.
| Críticas profissionais                                                      | Críticas profissionais |
| Avaliações da crítica                                                       | Avaliações da crítica  |
| Fonte                                                                       | Avaliação              |
| --------------------------------------------------------------------------- | ---------------------- |
| Allmusic                                                                    | [ 2 ]                  |
| Esta tabela precisa de ser acompanhada por texto em prosa. Consulte o guia. |                        |

## Faixas
1. "Peace" - 3:29
2. "You Make Me Mad" - 4:01
3. "How's Your Head" - 3:46
4. "Alien" - 4:33
5. "I Deserve?" - 5:20
6. "Have Mercy" - 2:56
7. "My Hope Is You" - 4:20
8. "More To This" - 4:13
9. "This Song Was Meant For You" - 4:21
10. "Who I Am" - 3:55
11. "Give Me A Reason" - 3:40
12. "Gomer's Theme" - 5:05
13. "Your Love Endures" - 7:39

## Créditos
- Mac Powell - Guitarra acústica, vocal
- Tai Anderson - Baixo, vocal
- David Carr - Bateria, vocal
- Mark Lee - Guitarra, vocal
- Brad Avery - Guitarra, vocals